# Liste der Baudenkmäler in Wiesenbronn
Auf dieser Seite sind die Baudenkmäler in der unterfränkischen Gemeinde Wiesenbronn zusammengestellt. Diese Tabelle ist eine Teilliste der Liste der Baudenkmäler in Bayern. Grundlage ist die Bayerische Denkmalliste, die auf Basis des Bayerischen Denkmalschutzgesetzes vom 1. Oktober 1973 erstmals erstellt wurde und seither durch das Bayerische Landesamt für Denkmalpflege geführt wird. Die folgenden Angaben ersetzen nicht die rechtsverbindliche Auskunft der Denkmalschutzbehörde.
 Diese Liste gibt den Fortschreibungsstand vom 1. Mai 2020 wieder und enthält 23 Baudenkmäler, die alle nachqualifiziert sind.

## Baudenkmäler
| Lage                                                   | Objekt                                                 | Beschreibung | Akten-Nr.     | Bild            |
| ------------------------------------------------------ | ------------------------------------------------------ | --- | ------------- | --------------- |
| Badersgasse 4 (Standort)                               | Ehemalige Synagoge                                     | Zweigeschossiger Mansardhalbwalmdachbau, 1792/93                                                                                    | D-6-75-177-23 | weitere Bilder  |
| Eichplatz 4 (Standort)                                 | Ehemaliger Zehnthof                                    | Zweigeschossiger Satteldachbau, verputztes Fachwerk, 16./17. Jahrhundert                                                            | D-6-75-177-1  | BW              |
| Eichstraße 2 (Standort)                                | Kleinhaus                                              | Eingeschossiger giebelständiger Satteldachbau mit Fachwerkgiebel, 18. Jahrhundert                                                   | D-6-75-177-2  | BW              |
| Eichstraße 13 (Standort)                               | Wohnhaus                                               | Eingeschossiger Halbwalmdachbau mit Fachwerkgiebel, frühes 19. Jahrhundert                                                          | D-6-75-177-3  | Wohnhaus        |
| Eichstraße 13 (Standort)                               | Hoftor                                                 | | D-6-75-177-3  | BW              |
| Hauptstraße 1 (Standort)                               | Transformatorenhäuschen                                | Fachwerk, 1912 | D-6-75-177-21 | BW              |
| Hauptstraße 29 (Standort)                              | Wohn- und Geschäftshaus                                | Zweigeschossiger giebelständiger Walmdachbau mit Fachwerkobergeschoss, spätes 18. Jahrhundert                                       | D-6-75-177-4  | weitere Bilder  |
| Hauptstraße 30 (Standort)                              | Kleinhaus                                              | Eingeschossiger Mansardhalbwalmdachbau mit Fachwerkgiebel, frühes 19. Jahrhundert                                                   | D-6-75-177-5  | Kleinhaus       |
| Kellerhaus 1 (Standort)                                | Kellerhaus                                             | Sandsteinquaderbau mit Walmdach, 1839                                                                                               | D-6-75-177-22 | BW              |
| Kellerhaus 1 (Standort)                                | Kelleranlagen                                          | 18. Jahrhundert, 1839 und 1875 und um 1890                                                                                          | D-6-75-177-22 | BW              |
| Kirchberg 3 (Standort)                                 | Giebelhaus                                             | Frühes 19. Jahrhundert | D-6-75-177-6  | BW              |
| Kirchberg 7 (Standort)                                 | Wohnhaus                                               | Zweigeschossiger Satteldachbau mit Halbwalm und verputztem Fachwerkobergeschoss, bezeichnet „1612“; Teil der ehemaligen Kirchenburg | D-6-75-177-7  | BW              |
| Kirchberg 9 (Standort)                                 | Evangelisch-lutherische Pfarrkirche zum Heiligen Kreuz | Zweischiffige Anlage, Turm um 1300, Langhaus 1603; mit Ausstattung                                                                  | D-6-75-177-8  | weitere Bilder  |
| Kleinlangheimer Straße 1 (Standort)                    | Nebenhaus                                              | Eingeschossiger Mansardhalbwalmdachbau mit Fachwerkgiebel, bezeichnet „1831“                                                        | D-6-75-177-9  | weitere Bilder  |
| Kleinlangheimer Straße 8 (Standort)                    | Fußgängerpforte                                        | Frühes 19. Jahrhundert | D-6-75-177-10 | BW              |
| Koboldstraße 1 (Standort)                              | Rathaus                                                | Zweigeschossiger Walmdachbau, mit geohrten Fenster- und Türrahmungen, bezeichnet „1724“                                             | D-6-75-177-13 | weitere Bilder  |
| Koboldstraße 7 (Standort)                              | Hoftor mit Vasenaufsätzen                              | Sandstein, 18./19. Jahrhundert | D-6-75-177-14 | weitere Bilder  |
| Koboldstraße 9 (Standort)                              | Kleinhaus                                              | Eingeschossiger Satteldachbau mit Fachwerkgiebel, frühes 19. Jahrhundert                                                            | D-6-75-177-15 | weitere Bilder  |
| Koboldstraße 10 (Standort)                             | Hofanlage                                              | Zweigeschossiger Walmdachbau mit verputztem Fachwerkobergeschoss, 18. Jahrhundert                                                   | D-6-75-177-16 | BW              |
| Koboldstraße 10 (Standort)                             | Hofanlage                                              | Hoftor bezeichnet „1772“ | D-6-75-177-16 | Hofanlage       |
| Nähe Kleinlangheimer Straße (Standort)                 | Friedhof                                               | Mit Holzarkaden | D-6-75-177-11 | weitere Bilder  |
| Nähe Kleinlangheimer Straße (Standort)                 | Freikanzel                                             | Sechseckig, 17./18. Jahrhundert | D-6-75-177-11 | weitere Bilder  |
| Nähe Kleinlangheimer Straße (Standort)                 | Kriegerdenkmal                                         | | D-6-75-177-11 | BW              |
| Nähe Kleinlangheimer Straße (Standort)                 | Flachsbrechhaus                                        | Eingeschossiger Walmdachbau aus unverputztem Sandsteinquadermauerwerk, bezeichnet „1846“                                            | D-6-75-177-12 | weitere Bilder  |
| Pfarrgasse 1 (Standort)                                | Bauernhaus                                             | Mit Halbwalmdach und Fachwerkgiebel, geohrte Fensterrahmungen, bezeichnet „1790“                                                    | D-6-75-177-17 | Bauernhaus      |
| Pfarrgasse 2 (Standort)                                | Pfarrhaus                                              | Zweigeschossiger Walmdachbau, 1792                                                                                                  | D-6-75-177-18 | weitere Bilder  |
| Pfarrgasse 2, in der Mauer des Pfarrgartens (Standort) | Relief                                                 | Mit kreuztragendem Christusm um 1500                                                                                                | D-6-75-177-18 | BW              |
| Schulgasse 5 (Standort)                                | Bauernhaus                                             | Zweigeschossiger Walmdachbau, erste Hälfte 19. Jahrhundert                                                                          | D-6-75-177-19 | weitere Bilder  |
| Schulgasse 5 (Standort)                                | Sandsteinportal                                        | | D-6-75-177-19 | Sandsteinportal |
| Schulgasse 9 (Standort)                                | Wappenrelief                                           | Eingemauert, 16. Jahrhundert; vom abgegangenen Schloss stammend                                                                     | D-6-75-177-20 | BW              |